# On the Mountain Ranch
On the Mountain Ranch è un cortometraggio muto del 1913 diretto da Francis J. Grandon.

## Produzione
Il film fu prodotto dalla Lubin Manufacturing Company.

## Distribuzione
Distribuito dalla General Film Company, il film - un cortometraggio in una bobina - uscì nelle sale cinematografiche USA il 4 marzo 1913.